# Шмидт, Томаш
Томаш Шмидт (пол. Tomasz Szmydt; род. 27 апреля 1970, Белосток) — польский перебежчик, судья Административного воеводского суда в Варшаве (2012—2024), соорганизатор так называемого «хейтерского скандала». В мае 2024 года бежал в Белоруссию и попросил политического убежища. Белорусские государственные медиа называют его польским диссидентом.

## Биография
Детство провёл в Белостоке и Остроленке.
В 1989 окончил 1-ю СШ имени Юзефа Бема в Остроленке. В 1996 году окончил юридический факультет Варшавского университета. В 1998 году сдал судебный экзамен. В 2001 стал судьёй Окружного суда в Цехануве. В апреле 2006 года начал работать в районном суде в Плоцке, где исполнял функции инспектора в области трудового права и социального обеспечения. В 2012 году президентом Брониславом Коморовским назначен в Варшавский административный суд.
8 мая 2017 года был направлен в Министерство юстиции, где начал работать в управлении административного права. С августа 2018 года был главным специалистом отдела административного права, затем перешёл на должность заведующего. В этот период государственный секретарь Министерства юстиции Михаил Войтик выдал Шмидту разрешение на доступ к секретной информации. 1 сентября стал директором юридического департамента Национального совета судебной власти. В сентябре назначен членом группы по деятельности министра юстиции в дисциплинарных делах против судей. В октябре стал судьёй 2-го департамента Варшавского административного суда.
Одновременно занимал должность директора Юридического бюро Национальной судебной рады. В декабре 2018 года работал в Высшем административном суде.
В 2019 году отметился в «хейтерском скандале». В его рамках участвовал в дискредитации судей, которые выступали против ограничения независимости суда правительством «ПиС». В кампании активно участвовала также тогдашняя жена Шмидта, Эмилия. На этом фоне он был отстранён от делегации в Национальной раде судебных органов. В 2022 году против него было начато дисциплинарное производство за преследование журналиста.
В мае 2024 года, в момент пребывания в отпуске, Шмидт бежал в Белоруссию. 6 мая на пресс-конференции в Минске судья попросил политического убежища и перед камерами подписал заявление об отказе от статуса судьи в Польше. Своё решение перебежчик пояснил несогласием с текущей политикой страны, преследованием и угрозами за самостоятельную политическую позицию.
7 мая председатель Волостного административного суда в Варшаве подал ходатайство о возбуждении дисциплинарного производства против Томаша Шмидта. На следующий день Национальная прокуратура подала запрос в дисциплинарный суд Высшего административного суда о вынесении постановления о привлечении его к уголовной ответственности и санкционировании задержания и временного ареста по обвинению в шпионаже. Требование было удовлетворено.
4 июня Интерпол отказался объявлять в розыск Томаша Шмидта.
5 июня Шмидт направил заявление в адрес генерального прокурора и национального прокурора Польши с просьбой возбудить уголовное дело в отношении главы МИД Радослава Сикорского по статьям 119, 190А и 212 уголовного кодекса.
22 ноября  2024 года Александр Лукашенко предоставил бывшему польскому  судье  политическое убежище.

## Личная жизнь
Дважды был женат. Имеет двух дочерей. Его второй женой была Эмилия Шмидт, с которой он развёлся после «хейтерского скандала».